# Lucas Bijker
Lucas Bijker (São Paulo, Brasil, 4 de marzo de 1993) es un futbolista neerlandés. Juega como defensa y su equipo es el Ethnikos Achna de la Primera División de Chipre.

## Clubes
| Club           | País         | Año       |
| -------------- | ------------ | --------- |
| SC Cambuur     | Países Bajos | 2011-2015 |
| SC Heerenveen  | Países Bajos | 2015-2017 |
| Cádiz C. F.    | España       | 2017-2018 |
| K. V. Mechelen | Bélgica      | 2018-2023 |
| Ethnikos Achna | Chipre       | 2023-     |

## Palmarés

### Títulos nacionales
| Título          | Club           | País    | Año  |
| --------------- | -------------- | ------- | ---- |
| Copa de Bélgica | K. V. Mechelen | Bélgica | 2019 |